# Octostigma
Famille
Genre
Octostigma est un genre de diploures, le seul de la famille des Octostigmatidae, il comporte trois espèces.

## Liste des espèces
- Octostigma herbivora (Rusek, 1982)
- Octostigma sinensis (Xie & Yang, 1991)
- Octostigma spiniferum (Pagés, 2001)

## Référence
- Rusek, 1982 : Octostigma herbivora n. gen. & sp. (Diplura: Projapygoidea: Octostigmatidae n. fam.) injuring plant roots in the Tonga Islands. New Zealand Journal of Zoology, vol. 9, n. 1, p. 25-32.